# Val de Bagnes (gemeente)
Val de Bagnes is een gemeente en plaats in het Zwitserse kanton Wallis en maakt deel uit van het district Entremont.

## Geschiedenis
De gemeente is op 1 januari 2021 gevormd door de fusie van Bagnes en Vollèges.

## Politiek
De gemeenteraad voor de periode 2021-2024 is als volgt verkozen:

De 60 zetels zijn als volgt verdeeld: 